# Ito Sho
Sho Ito (sinh ngày 24 tháng 7 năm 1988) là một cầu thủ bóng đá người Nhật Bản.

## Sự nghiệp câu lạc bộ
Sho Ito đã từng chơi cho Grenoble, Shimizu S-Pulse và Yokohama F. Marinos.